# 트루엔
트루엔(Truen Co. Ltd.)는 대한민국의 디지털 영상감시시스템 사업과 사물인터넷(IoT) 기업이다.
2023년 5월 17일 공모가 1만2000원에 코스닥 시장에 상장하였다

## 같이 보기
- 아이디스
- 포커스에이치엔에스

## 참고문헌
1. ↑  안재천 트루엔 대표 “AI와 스마트홈 IoT·코스닥 상장이 2022년 키워드”, 보안뉴스, 2021-11-29
2. ↑  한경석, 안재천 트루엔 대표 "IoT 시장 커지는 美 공략", 딜사이트, 2023.05.09
3. ↑  김경민, 특징주 트루엔, 코스닥 상장 첫날 강세, 대한경제, 2023-05-17